# نايجل روبرثا
نايجل روبرثا (13 فبراير 1998 فيهولندا - ) هو لاعب كرة قدم هولندي في مركز الهجوم. لعب سابقاً في نادي كلباء الإماراتي.

## وصلات خارجية
- نايجل روبرثا على موقع الدوري الأمريكي (الإنجليزية)
- نايجل روبرثا على موقع قاعدة بيانات كرة القدم.إي يو (الإنجليزية)
- نايجل روبرثا على موقع Soccerway.com (الإنجليزية)
- نايجل روبرثا على موقع AS.com (الإسبانية)